# Lord
En lord er en britisk adelsmand; mandlige adelige (dog ikke hertuger) tiltales lord. Det kvindelige modstykke til en lord er en lady. Det britiske parlaments overhus hedder House of Lords, da alle adelige plejede at have ret til at sidde der. Siden 1999 sidder kun visse adelige stadig i Overhuset.
I Skotland er titlen, der svarer til baron, Lord of Parliament. Laird er en skotsk variant af det engelske lord. Det er ikke en adelstitel, men benævner snarere en skotsk Lord of the Manor, ejeren af et større gods. Det er ikke selvfølgeligt, at en Laird besidder visse privilegier i lokalområdet.
Det danske "Lavard" (som i Knud Lavard) deler etymologisk oprindelse med lord og betyder egentlig "brødgiver".